# Кубок Англії з футболу 1952—1953
Кубок Англії з футболу 1952—1953 — 72-й розіграш найстарішого футбольного турніру у світі, Кубка виклику Футбольної Асоціації, також відомого як Кубок Англії. Вперше титул здобув Блекпул.

## Перший раунд
| Дата                      | Господарі                   | Рахунок | Гості                      |
| ------------------------- | --------------------------- | ------- | -------------------------- |
| 22 листопада              | Честер                      | 0:1     | Гартліпул Юнайтед          |
| 22 листопада              | Честерфілд                  | 1:0     | Воркінгтон                 |
| 22 листопада              | Дарлінгтон                  | 2:3     | Грімсбі Таун               |
| 22 листопада              | Бат Сіті                    | 3:1     | Саутенд Юнайтед            |
| 22 листопада              | Тонбрідж                    | 2:2     | Норвіч Сіті                |
| 27 листопада Перегравання | Норвіч Сіті                 | 1:0     | Тонбрідж                   |
| 22 листопада              | Веймут                      | 1:1     | Колчестер Юнайтед          |
| 27 листопада Перегравання | Колчестер Юнайтед           | 4:0     | Веймут                     |
| 22 листопада              | Йовіл Таун                  | 1:4     | Брайтон енд Гоув Альбіон   |
| 22 листопада              | Лейтон                      | 0:0     | Герефорд Юнайтед           |
| 27 листопада Перегравання | Герефорд Юнайтед            | 3:2     | Лейтон                     |
| 22 листопада              | Гейнсборо Триніті           | 1:1     | Нетерфілд                  |
| 27 листопада Перегравання | Нетерфілд                   | 0:3     | Гейнсборо Триніті          |
| 22 листопада              | Свіндон Таун                | 5:0     | Ньюпорт                    |
| 22 листопада              | Скарборо                    | 0:8     | Менсфілд Таун              |
| 22 листопада              | Іпсвіч Таун                 | 2:2     | Борнмут енд Боском Атлетік |
| 26 листопада Перегравання | Борнмут енд Боском Атлетік  | 2:2     | Іпсвіч Таун                |
| 1 грудня Перегравання     | Іпсвіч Таун                 | 3:2     | Борнмут енд Боском Атлетік |
| 22 листопада              | Транмер Роверз              | 8:1     | Ашингтон                   |
| 22 листопада              | Веллінгтон Таун             | 1:1     | Джиллінгем                 |
| 26 листопада Перегравання | Джиллінгем                  | 3:0     | Веллінгтон Таун            |
| 22 листопада              | Кіддермінстер Гарріерз      | 0:1     | Фінчлі                     |
| 22 листопада              | Квінз Парк Рейнджерс        | 2:2     | Шрусбері Таун              |
| 27 листопада Перегравання | Шрусбері Таун               | 2:2     | Квінз Парк Рейнджерс       |
| 1 грудня Перегравання     | Квінз Парк Рейнджерс        | 1:4     | Шрусбері Таун              |
| 22 листопада              | Лейтонстоун                 | 0:2     | Вотфорд                    |
| 22 листопада              | Ковентрі Сіті               | 2:0     | Бристоль Сіті              |
| 22 листопада              | Бредфорд Сіті               | 4:0     | Ріл                        |
| 22 листопада              | Крістал Пелес               | 1:1     | Редінг                     |
| 26 листопада Перегравання | Редінг                      | 1:3     | Крістал Пелес              |
| 22 листопада              | Бредфорд Парк-Авеню         | 2:1     | Рочдейл                    |
| 22 листопада              | Сканторп-енд-Ліндсі Юнайтед | 1:0     | Карлайл Юнайтед            |
| 22 листопада              | Грейс Атлетік               | 0:5     | Лланеллі                   |
| 22 листопада              | Порт Вейл                   | 2:1     | Ексетер Сіті               |
| 22 листопада              | Галіфакс Таун               | 1:1     | Аштон Юнайтед              |
| 26 листопада Перегравання | Аштон Юнайтед               | 1:2     | Галіфакс Таун              |
| 22 листопада              | Ньюпорт Каунті              | 2:1     | Волсолл                    |
| 22 листопада              | Саутпорт                    | 3:1     | Бангор Сіті                |
| 22 листопада              | Селбі Таун                  | 1:5     | Бішоп Окленд               |
| 22 листопада              | Волтемстоу Авеню            | 2:2     | Вімблдон                   |
| 26 листопада Перегравання | Вімблдон                    | 0:3     | Волтемстоу Авеню           |
| 22 листопада              | Йорк Сіті                   | 1:2     | Барроу                     |
| 22 листопада              | Олдершот                    | 0:0     | Міллволл                   |
| 27 листопада Перегравання | Міллволл                    | 7:1     | Олдершот                   |
| 22 листопада              | Гілфорд Сіті                | 2:2     | Грейт Ярмут Таун           |
| 27 листопада Перегравання | Грейт Ярмут Таун            | 1:0     | Гілфорд Сіті               |
| 22 листопада              | Горден Ком'юніті Велфар     | 1:2     | Аккрінгтон Стенлі          |
| 22 листопада              | Ґейтсгед                    | 2:0     | Кру Александра             |
| 22 листопада              | Норт Шилдс                  | 3:6     | Стокпорт Каунті            |
| 22 листопада              | Бостон Юнайтед              | 1:2     | Олдем Атлетік              |
| 22 листопада              | Пітерборо Юнайтед           | 2:1     | Торкі Юнайтед              |
| 22 листопада              | Лейтон Орієнт               | 1:1     | Бристоль Роверз            |
| 24 листопада Перегравання | Бристоль Роверз             | 1:0     | Лейтон Орієнт              |
| 22 листопада              | Гендон                      | 0:0     | Нортгемптон Таун           |
| 24 листопада Перегравання | Нортгемптон Таун            | 2:0     | Гендон                     |
| 22 листопада              | Біайтон Мінерс Велфар       | 0:3     | Рексем                     |

## Другий раунд
До другого раунду увійшли переможці першого раунду. 
| Дата                   | Господарі                   | Рахунок | Гості                       |
| ---------------------- | --------------------------- | ------- | --------------------------- |
| 6 грудня               | Барроу                      | 2:2     | Міллволл                    |
| 10 грудня Перегравання | Міллволл                    | 4:1     | Барроу                      |
| 6 грудня               | Фінчлі                      | 3:1     | Крістал Пелес               |
| 6 грудня               | Грімсбі Таун                | 1:0     | Бат Сіті                    |
| 6 грудня               | Свіндон Таун                | 2:0     | Нортгемптон Таун            |
| 6 грудня               | Шрусбері Таун               | 0:0     | Честерфілд                  |
| 10 грудня Перегравання | Честерфілд                  | 2:4     | Шрусбері Таун               |
| 6 грудня               | Бішоп Окленд                | 1:4     | Ковентрі Сіті               |
| 6 грудня               | Транмер Роверз              | 2:1     | Гартліпул Юнайтед           |
| 6 грудня               | Стокпорт Каунті             | 3:1     | Джиллінгем                  |
| 6 грудня               | Аккрінгтон Стенлі           | 0:2     | Менсфілд Таун               |
| 6 грудня               | Грейт Ярмут Таун            | 1:2     | Рексем                      |
| 6 грудня               | Брайтон енд Гоув Альбіон    | 2:0     | Норвіч Сіті                 |
| 6 грудня               | Бредфорд Сіті               | 1:1     | Іпсвіч Таун                 |
| 10 грудня Перегравання | Іпсвіч Таун                 | 5:1     | Бредфорд Сіті               |
| 6 грудня               | Бредфорд Парк-Авеню         | 1:2     | Ґейтсгед                    |
| 6 грудня               | Порт Вейл                   | 0:3     | Олдем Атлетік               |
| 6 грудня               | Галіфакс Таун               | 4:2     | Саутпорт                    |
| 6 грудня               | Ньюпорт Каунті              | 2:1     | Гейнсборо Триніті           |
| 6 грудня               | Волтемстоу Авеню            | 1:1     | Вотфорд                     |
| 10 грудня Перегравання | Вотфорд                     | 1:2     | Волтемстоу Авеню            |
| 6 грудня               | Герефорд Юнайтед            | 0:0     | Сканторп-енд-Ліндсі Юнайтед |
| 11 грудня Перегравання | Сканторп-енд-Ліндсі Юнайтед | 2:1     | Герефорд Юнайтед            |
| 6 грудня               | Пітерборо Юнайтед           | 0:1     | Бристоль Роверз             |
| 6 грудня               | Колчестер Юнайтед           | 3:2     | Лланеллі                    |

## Третій раунд
| Дата                  | Господарі                   | Рахунок | Гості                       |
| --------------------- | --------------------------- | ------- | --------------------------- |
| 10 січня              | Престон Норт-Енд            | 5:2     | Вулвергемптон Вондерерз     |
| 10 січня              | Лестер Сіті                 | 2:4     | Ноттс Каунті                |
| 10 січня              | Астон Вілла                 | 3:1     | Мідлсбро                    |
| 10 січня              | Шеффілд Венсдей             | 1:2     | Блекпул                     |
| 10 січня              | Грімсбі Таун                | 1:3     | Бері                        |
| 10 січня              | Сандерленд                  | 1:1     | Сканторп-енд-Ліндсі Юнайтед |
| 15 січня Перегравання | Сканторп-енд-Ліндсі Юнайтед | 1:2     | Сандерленд                  |
| 10 січня              | Дербі Каунті                | 4:4     | Челсі                       |
| 14 січня Перегравання | Челсі                       | 1:0     | Дербі Каунті                |
| 10 січня              | Лінкольн Сіті               | 1:1     | Саутгемптон                 |
| 14 січня Перегравання | Саутгемптон                 | 2:1     | Лінкольн Сіті               |
| 10 січня              | Лутон Таун                  | 6:1     | Блекберн Роверз             |
| 10 січня              | Евертон                     | 3:2     | Іпсвіч Таун                 |
| 10 січня              | Шрусбері Таун               | 2:0     | Фінчлі                      |
| 10 січня              | Транмер Роверз              | 1:1     | Тоттенгем Готспур           |
| 12 січня Перегравання | Тоттенгем Готспур           | 9:1     | Транмер Роверз              |
| 10 січня              | Ньюкасл Юнайтед             | 3:0     | Свонсі Сіті                 |
| 10 січня              | Манчестер Сіті              | 7:0     | Свіндон Таун                |
| 10 січня              | Барнслі                     | 4:3     | Брайтон енд Гоув Альбіон    |
| 10 січня              | Брентфорд                   | 2:1     | Лідс Юнайтед                |
| 10 січня              | Портсмут                    | 1:1     | Бернлі                      |
| 13 січня Перегравання | Бернлі                      | 3:1     | Портсмут                    |
| 10 січня              | Вест Гем Юнайтед            | 1:4     | Вест-Бромвіч Альбіон        |
| 10 січня              | Плімут Аргайл               | 4:1     | Ковентрі Сіті               |
| 10 січня              | Міллволл                    | 0:1     | Манчестер Юнайтед           |
| 10 січня              | Галл Сіті                   | 3:1     | Чарльтон Атлетік            |
| 10 січня              | Олдем Атлетік               | 1:3     | Бірмінгем Сіті              |
| 10 січня              | Гаддерсфілд Таун            | 2:0     | Бристоль Роверз             |
| 10 січня              | Менсфілд Таун               | 0:1     | Ноттінгем Форест            |
| 10 січня              | Галіфакс Таун               | 3:1     | Кардіфф Сіті                |
| 10 січня              | Ньюпорт Каунті              | 1:4     | Шеффілд Юнайтед             |
| 10 січня              | Арсенал                     | 4:0     | Донкастер Роверз            |
| 10 січня              | Волтемстоу Авеню            | 2:1     | Стокпорт Каунті             |
| 10 січня              | Сток Сіті                   | 2:1     | Рексем                      |
| 10 січня              | Ротергем Юнайтед            | 2:2     | Колчестер Юнайтед           |
| 15 січня Перегравання | Колчестер Юнайтед           | 0:2     | Ротергем Юнайтед            |
| 10 січня              | Ґейтсгед                    | 1:0     | Ліверпуль                   |
| 14 січня              | Болтон Вондерерз            | 3:1     | Фулгем                      |

## Четвертий раунд
У цьому раунді зіграли переможці попереднього етапу.
| Дата                   | Господарі            | Рахунок | Гості                |
| ---------------------- | -------------------- | ------- | -------------------- |
| 31 січня               | Блекпул              | 1:0     | Гаддерсфілд Таун     |
| 31 січня               | Бернлі               | 2:0     | Сандерленд           |
| 31 січня               | Престон Норт-Енд     | 2:2     | Тоттенгем Готспур    |
| 4 лютого Перегравання  | Тоттенгем Готспур    | 1:0     | Престон Норт-Енд     |
| 31 січня               | Астон Вілла          | 0:0     | Брентфорд            |
| 4 лютого Перегравання  | Брентфорд            | 1:2     | Астон Вілла          |
| 31 січня               | Болтон Вондерерз     | 1:1     | Ноттс Каунті         |
| 5 лютого Перегравання  | Ноттс Каунті         | 2:2     | Болтон Вондерерз     |
| 9 лютого Перегравання  | Болтон Вондерерз     | 1:0     | Ноттс Каунті         |
| 31 січня               | Евертон              | 4:1     | Ноттінгем Форест     |
| 31 січня               | Шрусбері Таун        | 1:4     | Саутгемптон          |
| 31 січня               | Шеффілд Юнайтед      | 1:1     | Бірмінгем Сіті       |
| 4 лютого Перегравання  | Бірмінгем Сіті       | 3:1     | Шеффілд Юнайтед      |
| 31 січня               | Ньюкасл Юнайтед      | 1:3     | Ротергем Юнайтед     |
| 31 січня               | Манчестер Сіті       | 1:1     | Лутон Таун           |
| 4 лютого Перегравання  | Лутон Таун           | 5:1     | Манчестер Сіті       |
| 31 січня               | Манчестер Юнайтед    | 1:1     | Волтемстоу Авеню     |
| 5 лютого Перегравання  | Волтемстоу Авеню     | 2:5     | Манчестер Юнайтед    |
| 31 січня               | Плімут Аргайл        | 1:0     | Барнслі              |
| 31 січня               | Галл Сіті            | 1:2     | Ґейтсгед             |
| 31 січня               | Челсі                | 1:1     | Вест-Бромвіч Альбіон |
| 4 лютого Перегравання  | Вест-Бромвіч Альбіон | 0:0     | Челсі                |
| 9 лютого Перегравання  | Челсі                | 1:1     | Вест-Бромвіч Альбіон |
| 11 лютого Перегравання | Вест-Бромвіч Альбіон | 0:4     | Челсі                |
| 31 січня               | Галіфакс Таун        | 1:0     | Сток Сіті            |
| 31 січня               | Арсенал              | 6:2     | Бері                 |

## П'ятий раунд
На цьому етапі зіграли переможці попереднього раунду.
| Дата                   | Господарі        | Рахунок | Гості             |
| ---------------------- | ---------------- | ------- | ----------------- |
| 14 лютого              | Блекпул          | 1:1     | Саутгемптон       |
| 18 лютого Перегравання | Саутгемптон      | 1:2     | Блекпул           |
| 14 лютого              | Бернлі           | 0:2     | Арсенал           |
| 14 лютого              | Лутон Таун       | 0:1     | Болтон Вондерерз  |
| 14 лютого              | Евертон          | 2:1     | Манчестер Юнайтед |
| 14 лютого              | Плімут Аргайл    | 0:1     | Ґейтсгед          |
| 14 лютого              | Челсі            | 0:4     | Бірмінгем Сіті    |
| 14 лютого              | Галіфакс Таун    | 0:3     | Тоттенгем Готспур |
| 14 лютого              | Ротергем Юнайтед | 1:3     | Астон Вілла       |

## Шостий раунд
На цьому етапі зіграли переможці попереднього раунду.
| Дата                   | Господарі         | Рахунок | Гості             |
| ---------------------- | ----------------- | ------- | ----------------- |
| 28 лютого              | Бірмінгем Сіті    | 1:1     | Тоттенгем Готспур |
| 4 березня Перегравання | Тоттенгем Готспур | 2:2     | Бірмінгем Сіті    |
| 9 березня Перегравання | Бірмінгем Сіті    | 0:2     | Тоттенгем Готспур |
| 28 лютого              | Арсенал           | 1:2     | Блекпул           |
| 28 лютого              | Ґейтсгед          | 0:1     | Болтон Вондерерз  |
| 28 лютого              | Астон Вілла       | 0:1     | Евертон           |

## Півфінали
У півфіналах зіграли команди, що перемогли на попередньому етапі.
| Дата       | Господарі        | Рахунок | Гості             |
| ---------- | ---------------- | ------- | ----------------- |
| 21 березня | Блекпул          | 2:1     | Тоттенгем Готспур |
| 21 березня | Болтон Вондерерз | 4:3     | Евертон           |

## Фінал
| 2 травня 1953 |

| Блекпул                             | 4:3      | Болтон Вондерерз              |
| ----------------------------------- | -------- | ----------------------------- |
| Мортенсен 35', 68', 89' Перрі 90+2' | Протокол | Лофтгаус 2' Мойр 39' Белл 55' |

| Вемблі, Лондон Глядачів: 100 000 Арбітр: Сенді Гріффітс |